# Lagfaf
Lagfaf (franska: Lagfaf (CR), Lagfaf (Commune Rurale), arabiska: بولنوار) är en kommun i Marocko.   Den ligger i provinsen Khouribga och regionen Béni Mellal-Khénifra, i den norra delen av landet, 120 km söder om huvudstaden Rabat. Antalet invånare är 8 221.